# Аркурт о Боа
Аркурт о Боа (фр. Hardecourt-aux-Bois) насеље је и општина у североисточној Француској у региону Пикардија, у департману Сома која припада префектури Перон.
По подацима из 2011. године у општини је живело 69 становника, а густина насељености је износила 13,19 становника/km². Општина се простире на површини од 5,23 km². Налази се на средњој надморској висини од 122 метара (максималној 146 m, а минималној 75 m).

## Демографија
| 1962. | 1968. | 1975. | 1982. | 1990. | 1999. | 2011. |
| ----- | ----- | ----- | ----- | ----- | ----- | ----- |
| 94    | 99    | 72    | 73    | 73    | 84    | 69    |

График промене броја становника у току последњих година